# 比拉尔德卡内斯
比拉尔德卡内斯，是西班牙瓦伦西亚自治区卡斯特利翁省的一个市镇。总面积16平方公里，总人口183人（2001年），人口密度11人/平方公里。